# 靜石飛行場
靜石飛行場（：／ Jeongseok bihaengjang */?）是一座位於大韓民國濟州特別自治道西歸浦市的小型機場。該機場為韓國最大航空業者大韓航空的機師培訓練習飛行場，並委託韓國航空大學訓練。

## 概要
靜石飛行場位於大韓民國西南部離島濟州島中央之漢拏山東側，行政區劃上屬於西歸浦市，但是其位置距離濟州島北側的濟州市較近。本飛行場名為「大韓航空訓練飛行場」，而後改以「靜石」二字命名飛行場的緣故是：此二字為韓進集團暨大韓航空創辦人趙重勳的名號。

## 旅客利用
靜石飛行場一般沒有定期航班起降。2002年日韓世界盃足球賽時因應比賽於濟州世界盃競技場舉行，靜石飛行場於2002年6月8日及9日飛航來往上海的兩班球迷包機。

## 靜石航空館
靜石航空館是比鄰靜石飛行場旁的設施，主要提供1993年大田萬國博覽會大韓航空「未來航空館」展出設施存放。並且尚有戶外展示區，存放大韓航空第一架波音747客機以及一架空中巴士A300客機供靜態展示。